# Hernán Urzúa Merino
Hernán Urzúa Merino (1914-1981) fue un médico cirujano chileno, especialista en Ginecología y Obstetricia. Fue profesor de Higiene y Medicina Preventiva de la Facultad de Medicina de la Universidad de Chile, el primer director de la Escuela de Salubridad de la Universidad de Chile y nada más y nada menos que el primer director general del Servicio Nacional de Salud.
Actualmente, un consultorio en la comuna de Renca lleva su nombre.